# Нижнево
Нижнево — деревня в Дмитровском муниципальном округе Московской области России. До 2018 года находилась в составе сельского поселения Большерогачёвское. Население — 7 чел. (2010).
До 1954 года — центр Нижневского сельсовета.

## Расположение
Деревня расположена на северо-западе района, у границы с Тверской областью, примерно в 32 км к северо-северо-западу от Дмитрова, на правом берегу реки Сестры, высота центра — 120 м над уровнем моря. Через реку перекинут подвесной пешеходный мост.
Село Медведева Пустынь находится на юго-востоке. На противоположном берегу реки на западе располагается деревня Терехово Московской области и деревня Дулово Тверской области .

## История
Ранее деревня принадлежала монастырю Медведева Пустынь.
В 1926 году деревня Нижнево входила в Нижневский сельсовет Рогачёвской волости Дмитровского уезда Московской губернии.
В 1994—2006 годах Нижнево входило в состав Большерогачёвского сельского округа Дмитровского района.

## Население
| 2002 | 2006 | 2010 |
| ---- | ---- | ---- |
| 4    | ↗7   | →7   |

В 1926 году в Нижнево числилось 95 мужчин и 132 женщины (227 человек), проживающих в 44 крестьянских дворах.